# Die Toten Hosen
Die Toten Hosen är ett punkband från Düsseldorf, Tyskland. De är, vid sidan av Die Ärzte och Herbert Grönemeyer, ett av de få tyskspråkiga 1980-talsband som har behållit sin popularitet och dessutom (i alla fall delvis) lyckats med en internationell karriär. De släppte sin debutsingel, Wir sind bereit 1982. De blev väldigt uppmärksammade i samband med att de medverkade på Guitar Hero 3 med låten "Hier Kommt Alex" (bonustrack). Bandet är vidare känt för sin sponsring av fotbollslaget Fortuna Düsseldorf. Låten "Hier Kommt Alex" var med i musikspelet Rock Band.
Bandnamnet Die Toten Hosen betyder på svenska bokstavligen ’De döda byxorna’. Uttrycket tote Hose har också betydelsen ’livlös’, ’tråkig’ eller ’inget speciellt’.

## Historia
De flesta medlemmarna i bandet är tyskar, men trummisen Vom är ursprungligen från England. Vom ersatte den förre trummisen Wölli år 1999. Wöllis olägliga avgång från bandet berodde på de skador han fått vid en bilolycka. Wölli i sin tur ersatte den förre trummisen Trini år 1985. Denne är fortfarande hedersmedlem i bandet. Trini blev bandets manager när Wölli anslöt sig till gruppen. 
Fokuset i bandets låtar har flyttats från roligt och dumt till allvarligt. Låtarna på deras första LP var mest bara för att ha kul men mot slutet på 80-talet så började de bli mer allvarliga, och deras texter började fokusera på politiska och sociala frågor, såsom till exempel rasism.

## Medlemmar
Nuvarande medlemmar
- Campino (Andreas Frege) — sång (1982–)
- Kuddel (Andreas von Holst) – gitarr (1982–)
- Breiti (Michael Breitkopf) – gitarr (1982–)
- Andi (Andreas Meurer) – basgitarr (1982–)
- Vom (Stephen George Ritchie) – trummor (1998–)

### Tidigare medlemmar
- Walter November (Walter Hartung) – gitarr 1982–1983
- Trini Trimpop (Klaus-Peter Trimpop) – trummor (1982–1985)
- Wölli (Wolfgang Rohde) – trummor 1986–1999

## Diskografi
- 1983 – Opel – Gang
- 1984 – Unter falscher Flagge
- 1985 – The Battle Of The Bands
- 1986 – Damenwahl

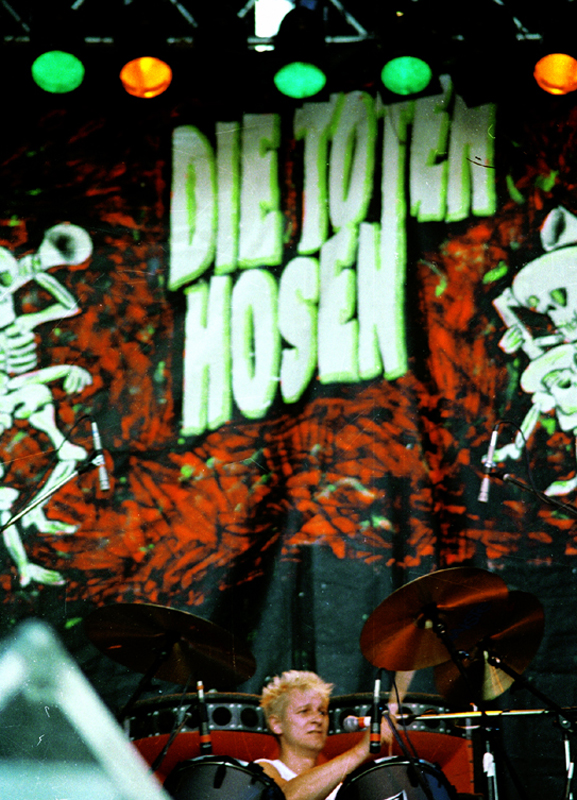
Wölli 1987.

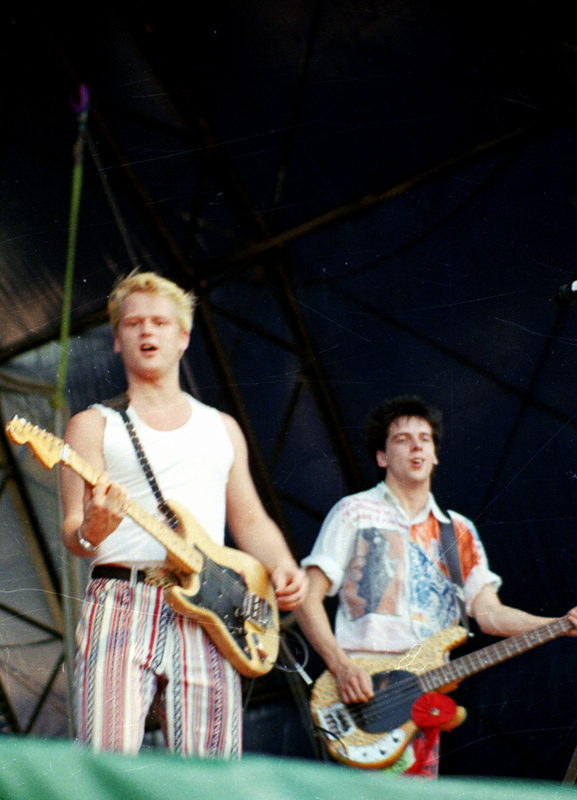
Kuddel och Andi 1987.

- 1987 – Here's Die Roten Rosen (aus Düsseldorf)
- 1987 – Bis zum bitteren Ende
- 1988 – Ein kleines bisschen Horrorschau
- 1990 – Auf dem Kreuzzug ins Glück  –  125 Jahre Die Toten Hosen
- 1991 – Learning English  –  Lesson 1
- 1993 – Kauf MICH!
- 1993 – Reich & Sexy
- 1994 – Love, Peace & Money
- 1996 – Opium fürs Volk
- 1996 – Im Auftrag des Herrn
- 1998 – Wir warten auf's Christkind
- 1999 – Crash Landing
- 1999 – Unsterblich
- 2002 – Auswärtsspiel
- 2002 – Reich & Sexy II  –  Die fetten Jahre
- 2004 – Zurück zum Glück
- 2005 – Nur zu Besuch  –  Unplugged im Wiener Burgtheater
- 2008 – In Aller Stille
- 2009 – Machmalauter Live
- 2009 – La Hermandad
- 2012 – Ballast Der Republik
- 2013 – Krach der Republik (live)
- 2015 – Entartete Musik – Willkommen in Deutschland
- 2017 – Laune der Natur

## Singlar
- 1982 – "Wir sind bereit"
- 1982 – "Reisefieber"
- 1983 – "Bommerlunder" / "Opel Gang"
- 1983 – "Hip Hop Bommi Bop"
- 1983 – "Schöne Bescherung"
- 1984 – "Kriminaltango" (med Kurt Raab)
- 1984 – "Liebesspieler"
- 1985 – "Faust in der Tasche"
- 1986 – "Das Altbier Lied"
- 1987 – "Im Wagen vor mir"
- 1987 – "Alle Mädchen wollen küssen"
- 1988 – "Hier kommt Alex "
- 1989 – "1000 gute Gründe"
- 1990 – "Alles wird gut"
- 1990 – "Azzurro"
- 1990 – "All die ganzen Jahre"
- 1991 – "Carnival in Rio (Punk Was)"
- 1992 – "Baby Baby"
- 1992 – "Whole Wide World"
- 1992 – "If the Kids Are United"
- 1992 – "Sascha ...ein aufrechter Deutscher"
- 1993 – "...wünsch DIR was"
- 1993 – "Alles aus Liebe"
- 1994 – "Kauf MICH!"
- 1994 – "Sexual"
- 1995 – "Nichts bleibt für die Ewigkeit"
- 1996 – "Paradies"
- 1996 – "Bonnie & Clyde"
- 1996 – "Zehn kleine Jägermeister"
- 1997 – "Alles aus Liebe" (live)
- 1998 – "Pushed Again"
- 1998 – "Weihnachtsmann vom Dach"
- 1999 – "Auld Lang Syne"
- 1999 – "Schön sein"
- 2000 – "Unsterblich"
- 2000 – "Bayern"
- 2000 – "Warum werde ich nicht satt?"
- 2001 – "Was zählt"
- 2002 – "Kein Alkohol (ist auch keine Lösung)!"
- 2002 – "Steh auf, wenn du am Boden bist"
- 2002 – "Nur zu Besuch"
- 2002 – "Frauen dieser Welt"
- 2004 – "Friss oder stirb"
- 2004 – "Ich bin die Sehnsucht in dir"
- 2004 – "Walkampf "
- 2005 – "Alles wird vorübergehen"
- 2005 – "Freunde"
- 2005 – "Hier kommt Alex" (urpluggad)
- 2006 – "The Guns of Brixton" (urpluggad)
- 2008 – "Strom"
- 2009 – "Alles was war"
- 2009 – "Ertrinken"
- 2009 – "Pushed Again Live"

## Promosinglar
- 1987 – "Itsy Bitsy Teenie Weenie Honolulu – Strand – Bikini"
- 1992 – "Mehr davon"
- 1994 – "The Return of Alex"
- 1995 – "Tout pour sauver l'amour"

## EP
- 1985 – The Battle of the Bands
- 1991 – The Nightmare Continues
- 1994 – Put Your Money Where Your Mouth Is
- 1998 – Soul Therapy

## Singelboxar
- 1995 – Musik war ihr Hobby
- 2001 – Mehr davon!  Die Single – Box 1995 – 2000
- 2005 – Mehr davon!  Die Single – Box